# Balere Bapta
Balere Bapta est un village du Cameroun situé dans le département du Mayo-Louti et la Région du Nord, à proximité de la frontière avec le Nigeria. Il fait partie de l'arrondissement de Mayo-Oulo.

## Population
Lors du recensement de 2005, 1 953 personnes y ont été dénombrées.